# Économie du département du Jura
Dans un contexte d’internationalisation des échanges et de mondialisation de l’appareil économique, les industries du Jura témoignent d’une réelle capacité d’adaptation. Les chefs d’entreprise investissent pour moderniser les équipements de production. Aujourd’hui le rayonnement des produits « made in Jura » dépasse largement le cadre français.

## «Made in Jura»
Le concept et le logo « Made in Jura » sont nés en 2003 sous l’impulsion du conseil général du Jura (Gérard Bailly et Joel Simon),  pour valoriser les entreprises et artisans jurassiens. Le département bénéficie de savoir-faire originaux et parfois même unique en France (lunetteries, entreprises du jouet, de la pipe, etc.). Il possède de nombreuses entreprises industrielles et artisanales, bénéficiant d’un savoir-faire ancestral mais également tournés vers l’avenir. Ainsi, les principaux objectifs du « Made in Jura » sont de :
- soutenir l’économie jurassienne ;
- lutter contre la concurrence extérieure ;
- promouvoir l’image du Jura dans son ensemble.

Le contrat entre le département et les entreprises est pluriannuel, le premier étant celui de 2003-2006.
Depuis 2003, le logo Made in jura s’est imposé comme une marque de référence et un gage de qualité adopté par plus de 700 entreprises dans les domaines suivants :
- agroalimentaire ;
- artisanat ;
- industrie de tous types ;
- services aux entreprises et aux particuliers ;
- tourisme et les loisirs.

L’initiative « Made in Jura » comprend également diverses actions telles l’attribution d’un grand prix destiné à récompenser les entreprises les plus novatrices et les plus créatives. 
Le livre « Made in Jura » réunit les entreprises du grand prix ainsi qu’un atlas socio-économique. Il est destiné aux entreprises elles-mêmes ainsi qu’à leurs fournisseurs et leurs partenaires.
Le salon « Made in Jura » permet aux entreprises qui le souhaitent de présenter leurs produits et leurs savoir-faire aux professionnels et aux particuliers.
Une attention particulière est accordée aux jeunes créateurs.
Le tour du Jura cycliste, l'accompagnement de grosses opérations de communication, les relations presse, la conception d'expositions, etc. constituent d'autres activités du Made in Jura.

## Présentation
L’économie du Jura, comme celle de la région Franche-Comté, a pour trait singulier l’importance structurelle tenue par son industrie.
De réelles spécificités relèvent de six branches d’activités du secteur secondaire :
- Les industries agroalimentaires, et notamment fromagères.
- Le travail du bois
- La chimie
- L’industrie du caoutchouc et des matières plastiques
- La fabrication d’instruments médicaux, de précision, d’optique et d’horlogerie
- La fabrication de meubles et les industries diverses (comprenant les jouets).

Le territoire jurassien se positionne au sein du principal corridor de transport transeuropéen reliant les bassins du Rhône et Rhin et se révèle par ailleurs bien connecté au bassin parisien. L’offre de transport y est abondante et plurimodale.
Les principales activités industrielles sont héritières d'une tradition artisanale que de grandes marques, comme Bel, Besnier-Grosjean, Jullien, Lamy ou encore Monneret et Smoby perpétuent.